# EuroJet Turbo GmbH
EuroJet Turbo GmbH es un consorcio multinacional formado por las empresas Rolls-Royce, de Reino Unido; Avio, de Italia; ITP, de España, y MTU Aero Engines, de Alemania. Tiene su sede en Hallbergmoos, cerca de Múnich. 
La empresa se formó en 1986 para el desarrollo, producción, porte, mantenimiento y venta del motor EJ200 para el Eurofighter Typhoon. Los participantes iniciales era Rolls-Royce, MTU, Fiat y SENER, si bien la división de motores de aviación de Fiat se integró en Avio y la división de SENER forma parte de ITP.